# Hadronyche formidabilis
Hadronyche formidabilis là một loài nhện trong họ Hexathelidae. Loài này phân bố ở Queensland và New South Wales.